# Eva Brummer
Eva Ester Brummer, född Martio 13 mars 1901 i Tammerfors, död 28 juni 2007 i Esbo, var en finländsk textilkonstnär och målare. Hennes verk finns bland annat på Nationalmuseum i Stockholm. Hon var maka till Arttu Brummer.
Hon tilldelades Pro Finlandia-medaljen 1979.